# Allesverschlinger
Allesverschlinger ist der Name des altägyptischen Grenzgottes im Amduat, der nur während des Neuen Reiches belegt ist. Er stellte das Durchfahrtstor von der 1. in die 2. Nachtstunde dar. Der Sonnengott Re passierte das Tor des Allesverschlingers in seiner Sonnenbarke, um in der Abenddämmerung das Wernes-Gebiet zu erreichen. 

„Es sagen die unterweltlichen Götter, wenn dieser große Gott (Re) in das (Tor) „Allesverschlinger“ eintritt, wenn er das „Gewässer des Re“ befahren hat bis zum Wernes: Oh erscheine. Großer Ba!“